# Second Division
La Second Division (seconda divisione) fu dal 1892 al 1992 la seconda serie calcistica inglese.

## Storia
Fu istituita nel 1892 quando - dalla fusione per incorporazione della Football Alliance, nata nel 1889, da parte della Football League - iniziò il campionato inglese di Lega sotto l'egida della Football Association con il meccanismo delle promozioni e retrocessioni di categoria. La massima serie fu chiamata First Division e quella immediatamente successiva Second Division.
Tale Divisione passò attraverso diverse ristrutturazioni: inizialmente composta di 12 squadre, per lo più provenienti dalla Football Alliance, passò la stagione successiva a 15 e, dopo un'ulteriore stagione, a 16 squadre.
Nel 1898 fu allargato a 18 squadre, nel 1905 a 20 e, dopo la Grande Guerra, nel 1919, a 22, formula rimasta invariata fino al 1987, quando si decise l'allargamento graduale a 24 squadre (23 nel campionato 1987/88, 24 dal 1988/89).
Il meccanismo di promozioni e retrocessioni, tranne che nei primissi anni in cui non c'era promozione immediata, ma spareggi con le ultime della First Division, prevedeva 2 promozioni in massima serie e 2 retrocessioni in Third Division, portate a 3 dal 1974. Dal 1987 furono introdotti i play-off per le squadre dalla terza alla sesta posizione per la seconda promozione in First Division prima e Premier League poi.
Nel 1992 avvenne il noto scisma del calcio inglese che portò alla formazione della Premier League: inizialmente le squadre più grosse iniziarono ad avanzare maggiori pretese economiche alla Football League, minacciando di formare un campionato a sé. Questa minaccia si concretizzò ed aderirono tutte le squadre della First Division, dando così vita alla Premier League, poi ammessa come massima serie nel sistema del calcio inglese.
La Second Division venne così ridenominata come First Division, per poi essere sostituita dalla Football League Championship, nella nuova riforma della Football League del 2004.